# Gråbrun trast
Gråbrun trast (Geokichla princei) är en fågel i familjen trastar inom ordningen tättingar.

## Utseende och läte
Gråbrun trast gör skäl för sig namn, med helt gråbrun fjäderdräkt, förutom dubbla vita vingband och två svarta lodräta streck på örontäckarna. Den är lik svartörad trast, men gråbrun trast är mer jämnfärgad och har tydligare vingband. Sången är okänd, men lätet rapporteras vara vasst och darrande.

## Utbredning och systematik
Gråbrun trast delas in i två distinkta underarter med följande utbredning:
- Geokichla princei princei – förekommer i täta låglänta skogar från Liberia till Elfenbenskusten och Ghana
- Geokichla princei batesi – förekommer vid kusten i södra Kamerun samt i Gabon, nordöstra Demokratiska republiken Kongo och allra västligaste Uganda

### Släktestillhörighet
Tidigare placerades arten i släktet Zoothera, men flera DNA-studier visar att den tillhör en grupp trastar som står närmare bland andra trastarna i Turdus. Dessa har därför lyfts ut till ett eget släkte, Geokichla.

## Levnadssätt
Gråbrun trast är en dåligt känd fågel i låglänta skogar, ofta i områden med ordentlig undervegation nära vatten.

## Status och hot
Arten har ett stort utbredningsområde och en stor population, men tros minska i antal till följd av habitatförstörelse och fragmentering, dock inte tillräckligt kraftigt för att den ska betraktas som hotad. Internationella naturvårdsunionen IUCN kategoriserar därför arten som livskraftig (LC). Världspopulationen har inte uppskattats men den beskrivs som mycket sällsynt, dock lokalt vanlig i delar av Liberia.

## Namn
Fågelns vetenskapliga artnamn hedrar Edwin Charles Prince (1809-1874), engelsk naturforskare som arbetade som sekreterare och affärsmanager för John Gould.